# Reinhold Trinius
Reinhold Trinius (* 10. Juni 1934 in Langendorf, Kreis Zeitz; † 24. August 2018) war ein deutscher Politiker der SPD.

## Ausbildung und Beruf
Nach dem Abitur 1952 studierte Trinius Deutsch und Geschichte in Halle/Saale, Münster und Tübingen und war von 1960 bis 1975 im Schuldienst, zuletzt als Oberstudienrat, tätig.

## Politik
Reinhold Trinius wurde 1961 Mitglied der SPD. Ab 1978 fungierte er als stellvertretender Vorsitzender des SPD-Bezirks Ostwestfalen-Lippe. Von 1969 bis 1972 war er Mitglied des Gemeinderats von Barkhausen und von 1973 bis 1985 Mitglied des Rates der Stadt Porta Westfalica.
Trinius war von 1970 bis 2000 über sechs Legislaturperioden Abgeordneter des Landtags von Nordrhein-Westfalen. Er zog jeweils als direkt gewählter Kandidat in den Landtag ein: In der siebten Wahlperiode für den Wahlkreis 148 Minden II, in der achten Wahlperiode für den Wahlkreis 147 Minden-Lübbecke III und in der neunten, zehnten, elften und zwölften Wahlperiode jeweils für den Wahlkreis 111 Minden-Lübbecke II. Von Juni 1985 bis Januar 2000 war Trinius stellvertretender Fraktionsvorsitzender der SPD-Landtagsfraktion.
Weitere Mitgliedschaften: Mitglied der Gesellschaft für christlich-jüdische Zusammenarbeit, Mitglied im Vorstand des Wittekindshofes und Mitglied von amnesty international.

## Ehrungen
- 1991: Verdienstkreuz 1. Klasse der Bundesrepublik Deutschland
- 2001: Verdienstorden des Landes Nordrhein-Westfalen